# Tonnerre Yaoundé
Tonnerre Kalara Club of Yaoundé är en fotbollsklubb från Yaoundé i Kamerun, bildad 1934. 
Klubben vann under 1980-talet högsta serien i Kamerun fem gånger. Klubben har också fem nationella cuptitlar, den senaste från 1991.

## Kända spelare
Se också Spelare i Tonnerre Yaoundé
- Roger Milla
- Thomas N'Kono
- Rigobert Song
- George Weah